# Corporate university
Een corporate university wordt gedefinieerd als bedrijfsspecifiek opleidingsinstituut. Volgens de oprichter van Corporate University Xchange Inc., Jean Meister, is het een 'central education hub'. Het is een strategisch instrument voor de organisatie om medewerkers op te leiden. Het primaire doel ervan is een vertaling te maken van de strategie van de onderneming naar opleidingsinitiatieven van en voor de medewerkers. 
Het oprichten van corporate universities heeft een snelle groei doorgemaakt (400 procent in de afgelopen twintig jaar). Begin jaren tachtig bestonden er slechts 50 van dit soort initiatieven. In het midden van de jaren negentig waren er 400 (voornamelijk in Amerika), vandaag zijn er meer dan 2000 corporate universities . 
In Nederland hebben Shell, Heineken, Rabobank en Nuon vergelijkbare instituten. 
Een corporate university centraliseert de leerfunctie in de organisatie. Vaak wordt het geleid als een apart business project. Een groot verschil tussen een corporate university en een traditionele opleidingsafdeling is het strategische ervan en de mogelijkheden om leiderschap, creativiteit en probleemoplossing binnen de organisatie te beïnvloeden. 
Corporate universities leveren een bijdrage aan het vertalen van de visie van de onderneming naar werkprocessen van de medewerkers. Vaak worden corporate universities ingezet om grote veranderingtrajecten door te voeren. 
Corporate universities richten zich op die vaardigheden die essentieel zijn voor het functioneren van de ondernemingen. In de toenemende complexe en concurrerende businessomgeving zijn traditionele universiteiten niet altijd snel genoeg om in te kunnen spelen op de specifieke behoeften van een onderneming. Ook hebben bedrijven de behoefte om hun kennis exclusief binnen de onderneming te houden. 
De meeste corporate universities zijn geen echte universiteiten. Er worden geen gecertificeerde diploma's en titels uitgereikt en ze doen geen wetenschappelijk onderzoek. In veel gevallen bestaat er niet eens een campus met klaslokalen. Slechts de helft van alle corporate universities heeft een eigen opleidingscentrum. Indien dit wel het geval is, is zo’n centrum gesitueerd in de buurt van het hoofdkantoor en speelt het de rol van centrale opleidingsfaciliteit. Soms zijn er ook vertakkingen naar lokale satellieten die betrokken zijn bij de uitrol van corporate policies.